# Wilhelm Mues (Bildhauer)

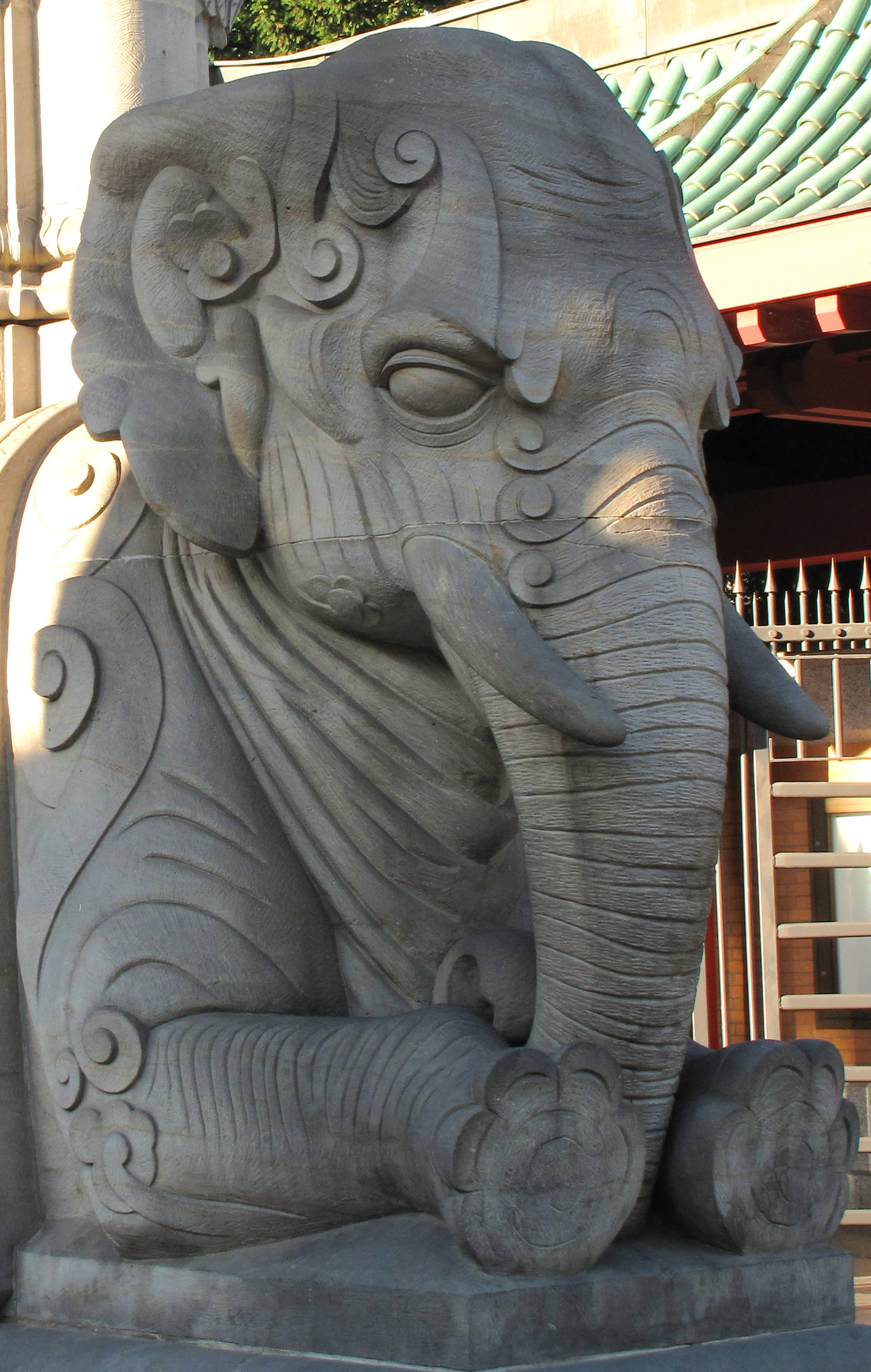
Elefant (Tor Berliner Zoo)

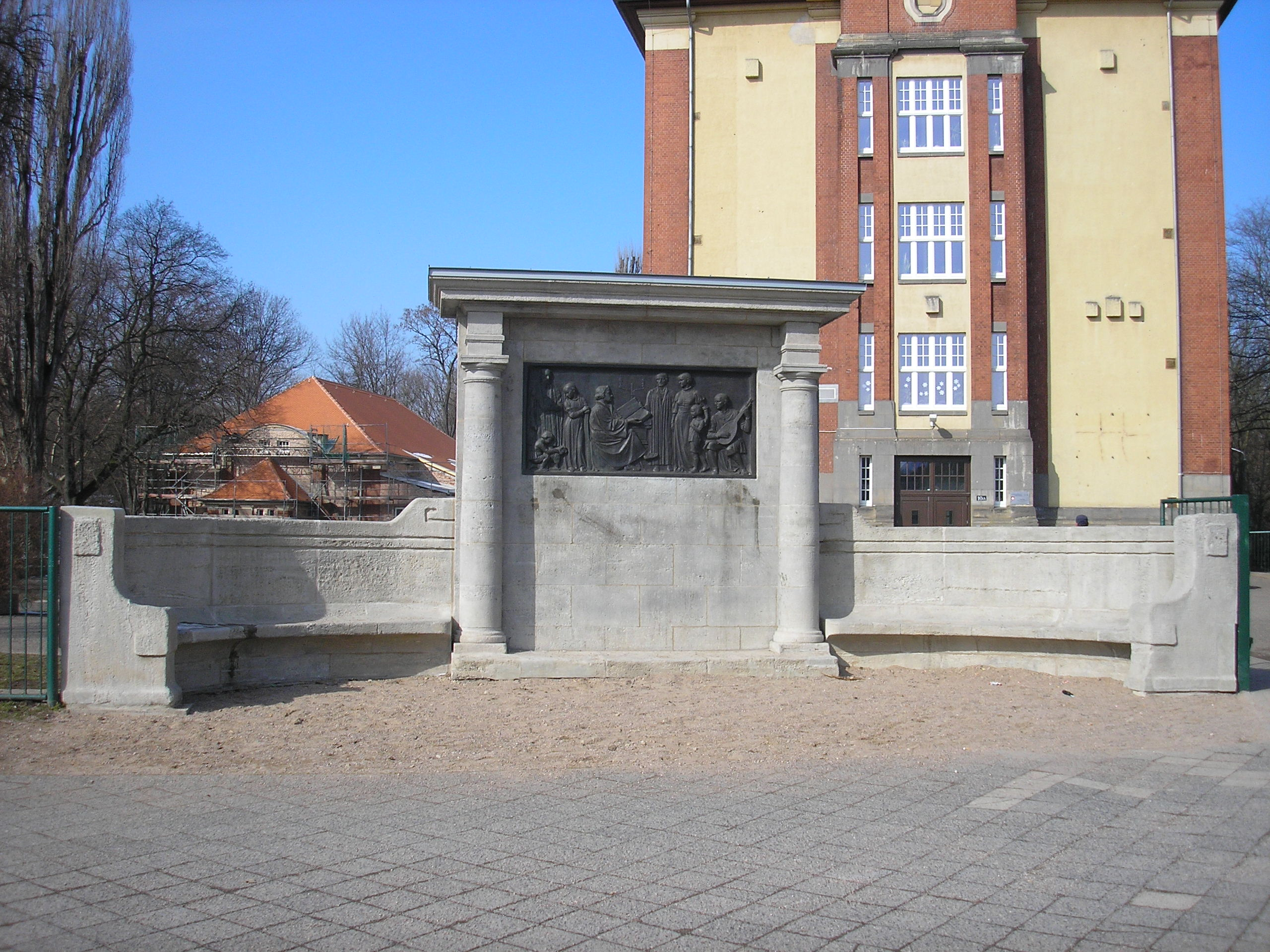
Lutherdenkmal an der Erfurter Lutherschule

Wilhelm Mues (* 28. August 1877 in Bremen; † 14. September 1946 in New York, vollständiger Name August Wilhelm Mues) war ein deutscher Bildhauer und Kunstgewerbler.

## Leben und Werke
Mues wuchs in der Gründerzeit des Deutschen Kaiserreichs auf. Er besuchte die Berliner Kunstgewerbeschule und war ein Schüler von Ludwig Manzel sowie in den Jahren 1895 bis 1898 von Martin Wolff.
Zeitweilig betrieb Mues ein Atelier in Hannover. Er arbeitete unter anderem für Gotthold Riegelmann (1864–1935) und H. Giesecke in Charlottenburg.
- Seine bekannteste Arbeit sind die großen liegenden Tierskulpturen aus Sandstein für das 1899 entstandene Elefantentor, das den Haupteingang des Zoologischen Gartens Berlin bildet (im Zweiten Weltkrieg zerstört, in den 1980er-Jahren rekonstruiert).
- Auch schuf er 1912 das große Bronzerelief mit einer Szene aus dem Leben des Reformators Martin Luther am Denkmal vor der Lutherschule im Auenviertel der Erfurter Andreasvorstadt.[3]

Mues schuf
- das „Dr. Bieber-Denkmal [in] Hamburg“[1]
- figürlichen Schmuck für
  - das Neue Rathaus in Hannover[1]
  - das Rathaus Charlottenburg und den Ratskeller in Charlottenburg
  - die Neue Bonner Brücke[1]
  - die Neue Mainzer Brücke[1]
  - das „Rolandhaus“ in Bremen,[1] Figuren am Bremer Rathaus und Bremer Ratskeller

Als Medailleur betätigte sich Mues ebenfalls. So fertigte die Berliner Kunstgießerei Hermann Noack 1906 nach einem Entwurf von Mues eine Bronzeplakette zum Andenken an den Mediziner und Mikrobiologen Robert Koch. Im selben Jahr goss Noack nach Entwurf von Mues ein Bronzerelief für den Preis der Floristik-Fachzeitschrift „Die Bindekunst“, herausgegeben und geleitet in Erfurt von Johannes Olbertz.
Etwa 1916 entstand eine bronzene Halbbüste mit dem Konterfei des Großherzogs Ernst Ludwig von Hessen.